# Tube de selle
Le tube de selle est une partie du cadre de vélo dans lequel est inséré la tige de selle qui supporte la selle.  

## Caractéristiques
Le tube de selle est connecté au hauban, au tube horizontal et à l'axe de pédalier d'où partent les deux autres tubes composant le cadre du vélo. Les tubes sont faits en acier pour les cadres plus anciens ou d'entrée de gamme, en aluminium, en carbone voire en titane pour les modèles haut de gamme. 
La tige de selle s'insère dans le tube de selle et y est serrée au moyen d'un collier de serrage ou d'une attache rapide.
Sur les modèles de vélo équipés d'une suspension arrière, le tube de selle est tronqué pour faire place à la suspension.